# Томшичева, Вида
Вида Томшичева (словен. Vida Tomšič, урожденная Bernot; 26 июня 1913, Любляна, Австро-Венгрия — 10 декабря 1998, Любляна, Словения) — югославская и словенская политическая деятельница, председательница Народной скупщины Народной республики Словения (1962—1963), Народный герой Югославии (1953).

## Биография
Получила высшее юридическое образование.
В 1934 г. вступила в Коммунистическую партию Югославии. В июне 1940 г. была избрана членом Центрального Комитета Коммунистической партии Словении, а в октябре того же года членом Центрального Комитета Коммунистической партии Югославии.
В декабре 1941 г. вместе с мужем и рядом других известных коммунистов была схвачена оккупационными властями, 16 мая 1942 г. итальянском военным судом приговорена к тюремному заключению сроком 25 лет. После капитуляции Италии переведена в англо-американский лагерь близ Бари. В январе 1944 г. возвращается в Словению, где участвует в антифашистском сопротивлении.
В мае 1945 г. становится министром социальной политики первого правительства Словении.
В 1962—1963 гг. — председатель Президиума Скупщины Народной республики Словения.
Неоднократно избиралась членом Скупщины СФРЮ, с 1974 г. была членом Президиума Скупщины Словении. Два срока являлась представительницей Югославии в Комиссии ООН по социальному развитию, в течение одного года исполняла обязанности председательницы комиссии.
С 1978 г. — профессор семейного права университета Любляны.
Супругом Виды Томшичевой был Тоне Томшич, оргсекретарь КП Словении, Народный герой Югославии, расстрелян итальянскими захватчиками 21.5.1941. Второй муж Франц Новак — партизанский врач, профессор гинекологии, член АН Словении.